# سالم عباس خدادة
سالم عبّاس خَدّادة (1952) شاعر وأستاذ جامعي كويتي. ولد في مدينة الكويت. حصل على الدكتوراه في الأدب العربي من كليّة دار العلوم في جامعة القاهرة. عمل أستاذًا مساعداً في كلية التربية ورئيسًا لقسم اللغة العربية فيها. من دواوينه الشعرية وردة وغيمه ولكن.. 1995 وله في الدراسات التيار التجديدي في الشعر الكويتي رسالته الماجستير وظاهرة غموض الشعر في النقد العربي رسالته الدكتوراه والعروض التعليمي.

## السيرة الذاتية
ولد سالم عباس خدادة في مدينة الكويت عام 1952. انهى المرحلتين الإبتدائية والمتوسطة في جزيرة فيلكا. وفي عام 1966 حصل على الثانوية العامة. حصل على درجة الماجستير في 1985، من كليّة دار العلوم في جامعة القاهرة وكان موضوع الرسالة التيار التجديدي في الشعر الكويتي دراسة في المضمون والشكل. وفي عام 1992، حصل على درجه الدكتوراة من القاهرة بمرتبة الشرف الأولى وكان موضوع الرسالة ظاهر غموض الشعر في النقد الأدبي القديم والحديث.
عمل مدرسأ للغة العربية بوزارة التريية بمدرسة فيلكا المشتركة للبنين. ثم انتقل من التدريس في وزارة التريية لم إلى الهيئة العامة للتعليم التطبيقي. أصبح مدرسأ في قسم اللغة العريية بكلية التربية الأساسية. عمل رثيساً لقسم اللغة العريية في كلية التربية الأساسية ويختص بتدريس مقررات العروض والبلاغة.

## شعره
بدأت أولى محاولته تظهر في مجلة النهضة وثم مجلة مرآة الأمة، وقد نشرته له مجلة (البيان) التي تصدر عن رابطة الأدباء في الكويت بعضاً من قصائده، مما حمله على جمع قصائده والتوده إلى أعضاء الرابطة ليسمعهم شيئاً من شعره، وقد لقي منهم التشجيع الكبير.

يقول د. سالم عباس كان في مقدمة من شجعني الأستاذ الشاعر خالد سعود الزيد والشاعر خليفة الوقيان والشاعر المرحوم عبدالله العتيبي

## مؤلفاته
- التيار التجديدي في الشعر الكويتي دراسة ترصد حركة الشعر في الكويت حتى سنة 1967م، صدرت عام 1989م - الكويت - المركز العربي الإعلامي.
- غموض الشعر في النقد العربي - دراسة - صدرت عام 1994م - القاهرة - دار الزهراء
- وردة وغيمة ولكن ديوان شعر - صدر عام 1995م - دار الترجمة

### أعماله
- اشترك مع الدكتور الشاعر خليفة الوقيان في النظر في الآثار الشعرية للشاعر الأستاذ أحمد العدواني وهي الآثار التي لم يضمها ديوان (أجنحة العاصفة) لإصدارها في ديوان خاص، وذلك بتكلف من المجلس الوطني للثقافة والفنون والآداب.
- العروض التطبيقي (بالاشتراك مع الدكتور عبد العزيز نيوي)، وهو كتاب يختلف عن كتب العروض الأخرى في اعتماده الكبير على نماذج من الشعر الكويتي.
- مشاركة الشعرية في الكويت - دراسة خاصة مضمنة في معجم البابطين للشعراء المرب المعاصرين، الذي صدر عامم 1995 م.
- دراسة تفصيلية عن الحركة الشعرية في الكويت، في الفترة من 1967م - 1990م

## عائلته
متزوج وله ابن وبنت، هما:
- جنة سالم خداده
- شهاب سالم خداده